# Трек навколо Аннапурни

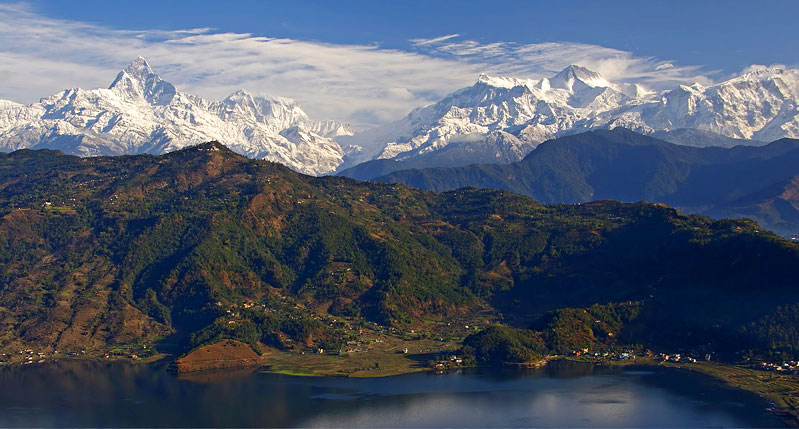
Краєвид Аннапурни з Покхари

«Трек навколо Аннапурни», або «Кільце Аннапурни» (англ. Annapurna Circuit) — піший туристський маршрут в Непалі, що проходить уздовж схилів гірського масиву Аннапурна по території однойменного національного парку Аннапурни.
«Трек навколо Аннапурни» вважається одним із найбільш мальовничих туристичних маршрутів і має світову популярність. Щорічно його відвідують тисячі любителів гірського туризму з різних країн. Довжина повного маршруту — 211 км, загальна тривалість — близько 20 днів, перепад висот — від 820 м (село Бесісахар) до 5416 м (перевал Торонг-Ла).

## Опис маршруту

### Географія
Трек проходить в центральній частині Непалу біля підніжжя гірського масиву Аннапурна, що входить до складу південного відрогу Головного Гімалайського хребта. Аннапурна простягнулася зі сходу на захід на відстань 55 км, головна вершина масиву — Аннапурна I (8091 м) — є десятим за висотою восьмитисячником світу.
Маршрут починається в селі Бесісахар — адміністративному центрі району Ламджунг. Протягом 90 км стежка, поступово набираючи висоту, проходить в північно-західному напрямку по долині річки Марс'янді. Долина обмежена з півдня гірським масивом Аннапурни, з півночі — масивами Манаслу, Пері Гімал і Дамодар Гімал.
Велика частина шляху вздовж річки Марс'янді проходить по території району Мананг. Місцевість ця порівняно обжита — через кожні кілька кілометрів шляху зустрічаються гірські села і оброблені поля, діє стільниковий зв'язок. Сучасне транспортне сполучення відсутнє (станом на 2011 рік), доставка товарів здійснюється носильниками або караванами в'ючних віслюків. Єдиний аеропорт в районі — аеропорт «Мананг» — розташований в селі Хумде. У туристичний сезон з аеропорту виконуються рейси в Покхару.
Найбільш великі населені пункти в долині річки Марс'янді — Дхарапані, Чаме, Пісанг і Мананг. За селом Мананг, розташованим на висоті 3500 м, стежка повертає на північ, і, покидаючи долину Марс'янді, піднімається в гори до східного схилу перевалу Торонг-Ла, де знаходяться два туристичні табори — Торонг Пхеді (4420 м) і Верхній Табір (4800 м, закритий для проживання взимку і влітку в сезон дощів). Більшість туристів ночують в одному з цих таборів перед сходженням на Торонг Ла.

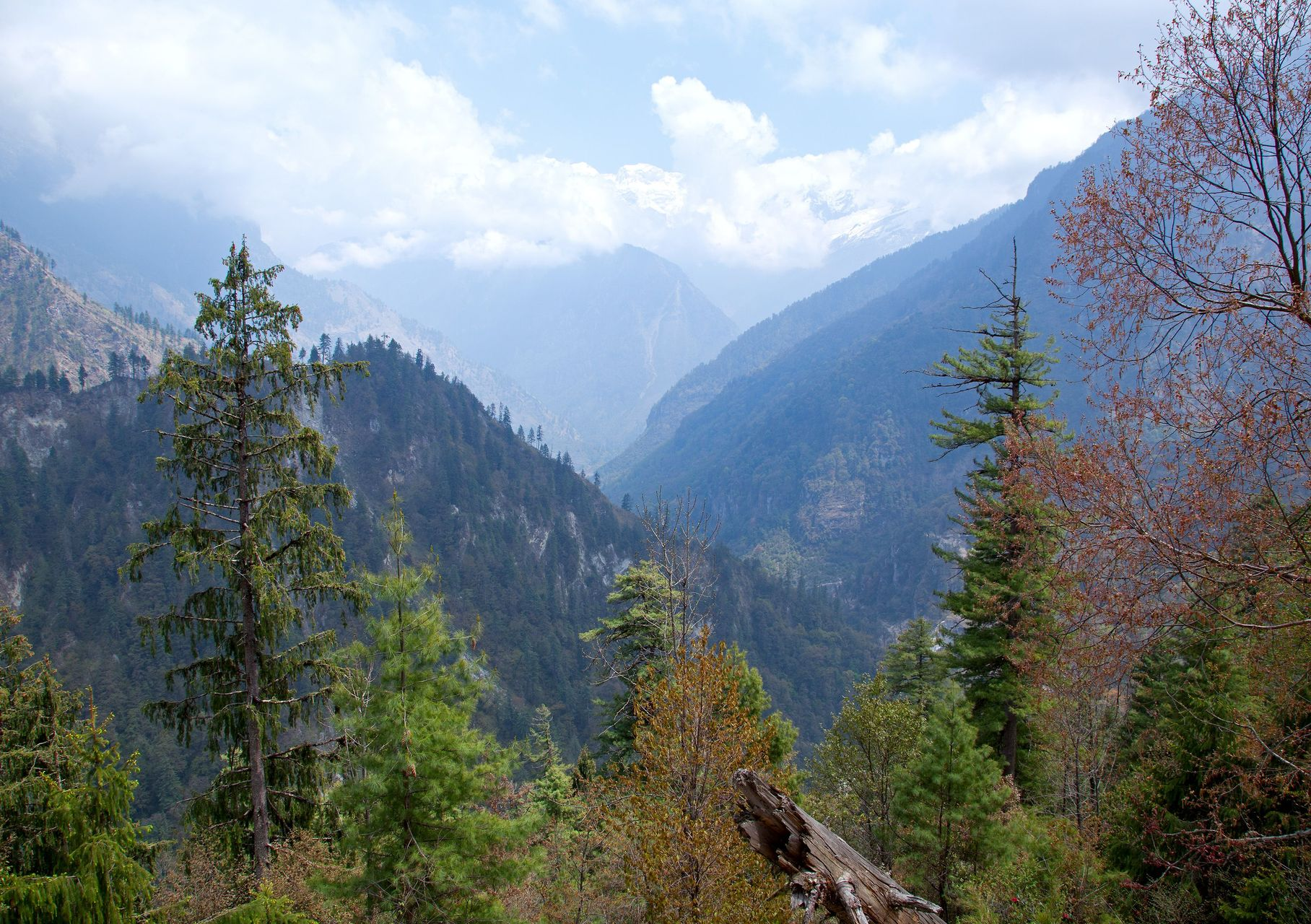
Долина річки Марс'янді

Подолавши перевал Торонг Ла (5416 м) — найвищу точку маршруту — стежка спускається до села Раніпаува і храмового комплексу Муктінатх (3800 м), далі — до долини річки Калі-Гандакі. Ця місцевість знаходиться на території адміністративного району Мустанг.
На відміну від порослої лісами долини Марс'янді, верхів'я річки Калі-Гандаки практично позбавлене рослинності, клімат тут дуже сухий — гори перешкоджають проникненню повітряних мас, що несуть опади.
По долині Калі-Гандаки трек триває в південному напрямку протягом 52 км, проходячи через села Джомсом, Марфа (Marpha), Дана (Dana, Nepal), Татопані (Tatopani, Myagdi). У Джомсомі знаходиться аеропорт, який здійснює авіасполучення з Покхарою (час польоту — близько 20 хвилин). При необхідності від села Раніпаува до Джомсома також можна дістатися на місцевих джипах, і потім на джипах або автобусі з Джомсома в Татопані (і далі в Бені). Ця гірська автодорога була побудована для паломників, що прямують в стародавній індуїстський храм Муктінатх. Місцеві гіди пропонують нові пішоходні маршрути в стороні від цієї автодороги.

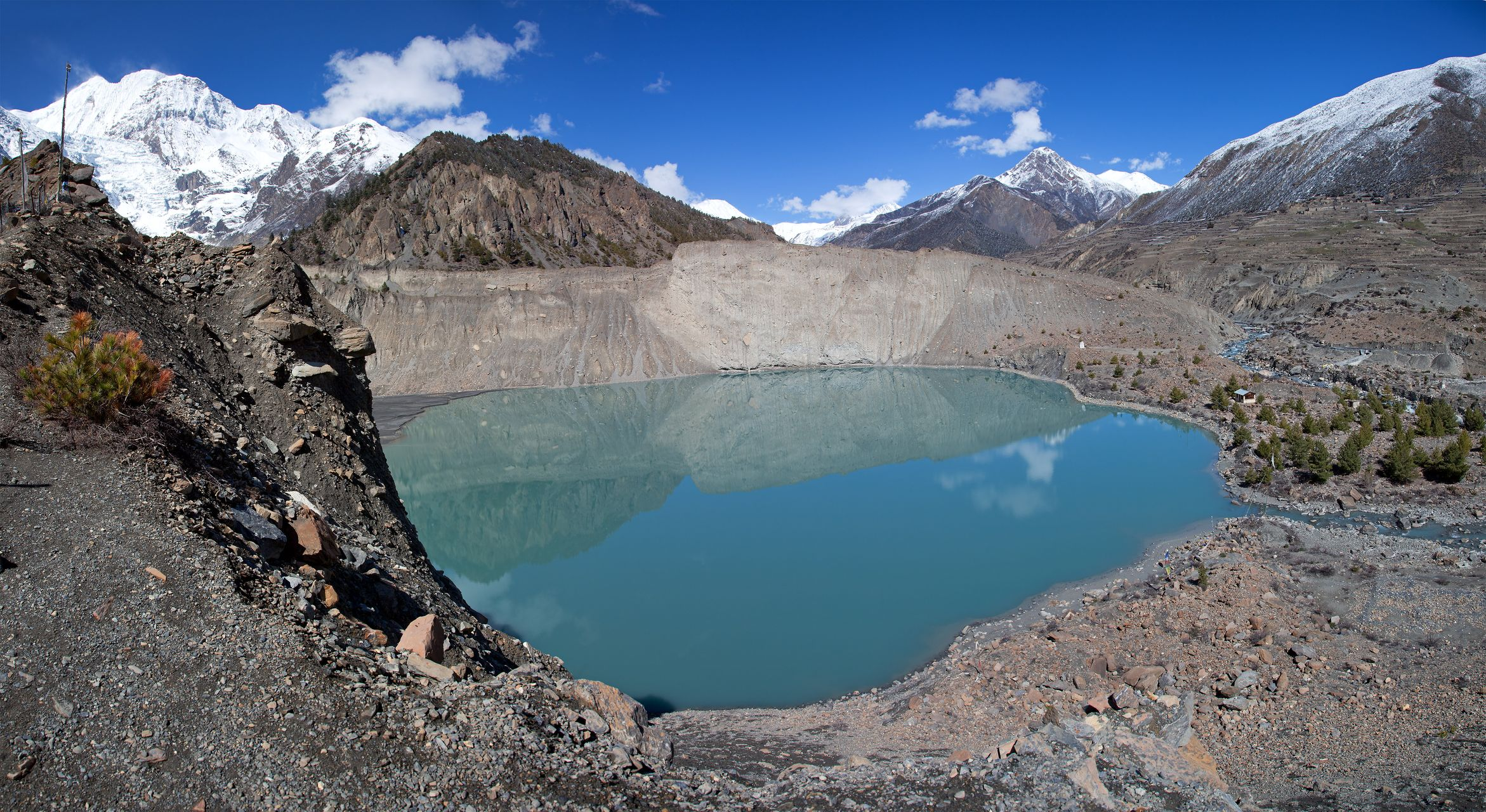
Озеро Гангапурна неподалік від села Мананг

На заключному етапі маршруту туристи піднімаються в село Горепані, звідки перед світанком вони звичайно здійснюють підйом на 300 метрів на гору Пун Хілл (3193 м), з якої, якщо пощастить з погодою, відкривається чудовий вид на восьмитисячники Аннапурна і Дхаулагірі.
Кінцева точка треку — Наяпул — пов'язана з найближчим великим містом (Покхара) автобусним сполученням. Також є можливість скористатися послугами таксі.

### Клімат
Найбільш сприятливі сезони для проходження «Треку навколо Аннапурни» — весна й осінь. У зимовий час в гірських областях холодно і лавинонебезпечно, а літо в Непалі — сезон дощів.
Перевал Торонг-Ла рекомендується проходити до полудня, бо в денні години часто піднімається сильний вітер, до штормового. Більшість туристів виходять на перевал з Торонг Пхеді о 4:00 ранку.

### Пам'ятки
- Гірські вершини: Дхаулагірі (8167 м), Манаслу (8156 м), Аннапурна II (7939 м), Аннапурна III (7555 м), Гангапурна (7455 м), пік Тілічо (7134 м), пік Тілічо (7134 м), Нілгірі (7061 м), Чулу (6584 м). Головну вершину масиву Аннапурна — Аннапурна I (8091 м) — видно з гори Пун Хілл на заключній частині повного маршруту, а при проходженні треку Бесісахар — Джомсом Аннапурну I можна спостерігати з літака під час авіаперельоту Джомсом — Покхара.

## Проходження маршруту

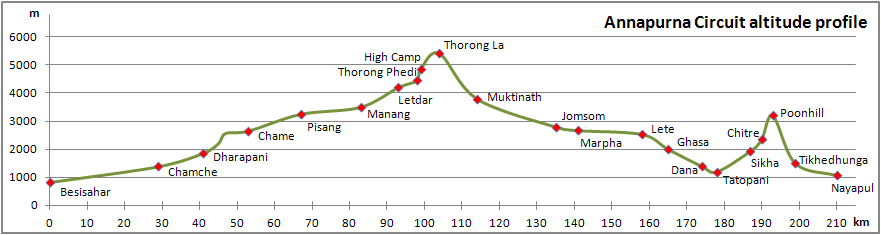
Профіль висот маршруту «Трек навколо Аннапурни»

### Варіанти маршруту

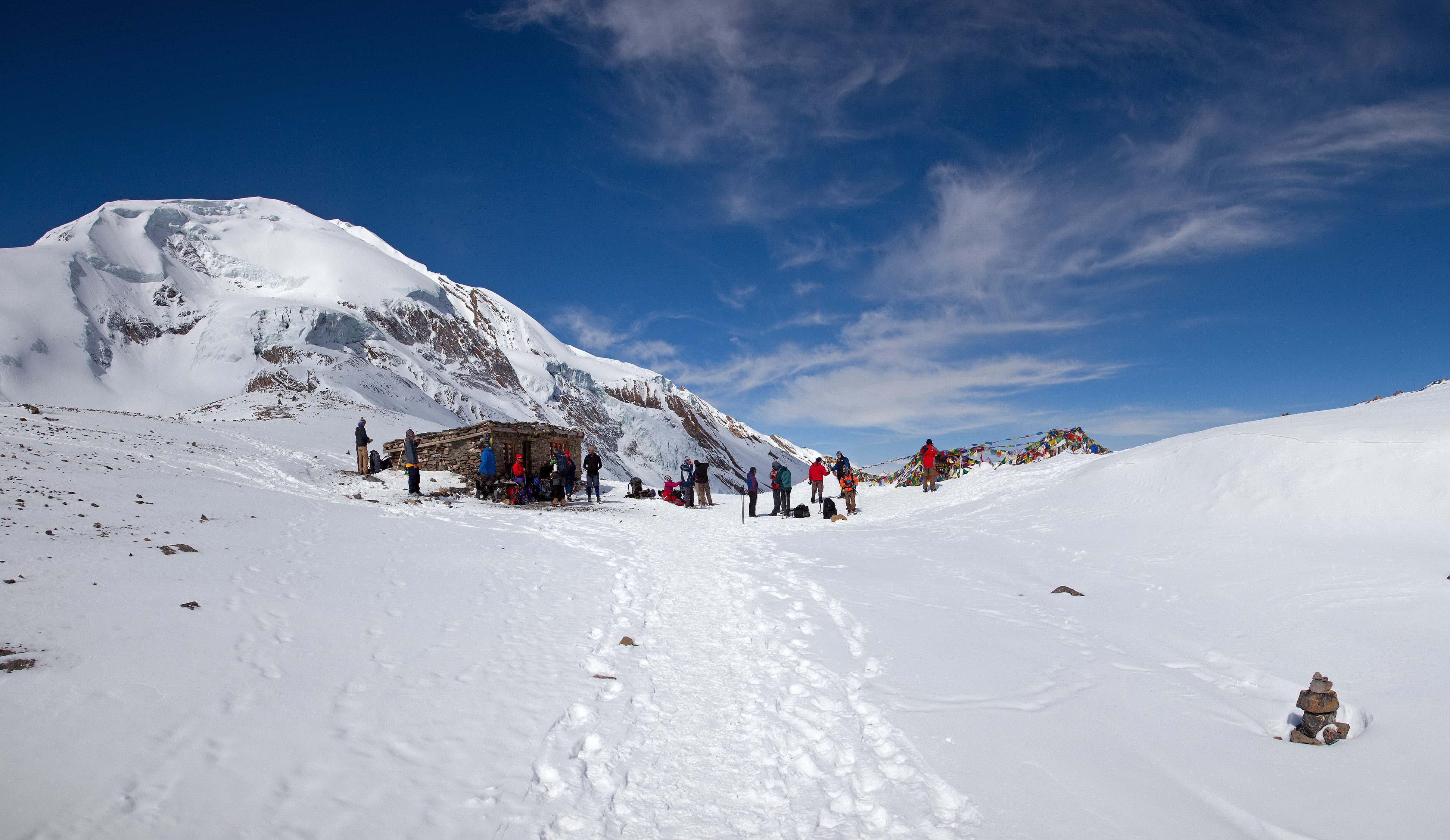
На перевалі Торонг Ла

- Повний «Трек навколо Аннапурни» — піший маршрут від Бесісахара до Наяпула, протяжність — 211 км
- Трек у зворотному напрямку — маршрут від Наяпула до Бесісахара, долаючи перевал Торонг Ла із заходу на схід. Менш популярний, ніж варіант Бесісахар — Наяпул, бо західний схил перевалу Торонг Ла вважається важчим для підйому, ніж східний
- Трек Бесісахар — Джомсом — піший маршрут від Бесісахара до Джомсома, далі — авіапереліт до Покхара. Є скороченим варіантом «Треку навколо Аннапурни», довжина пішої частини маршруту — близько 130 км, тривалість — 9-12 днів

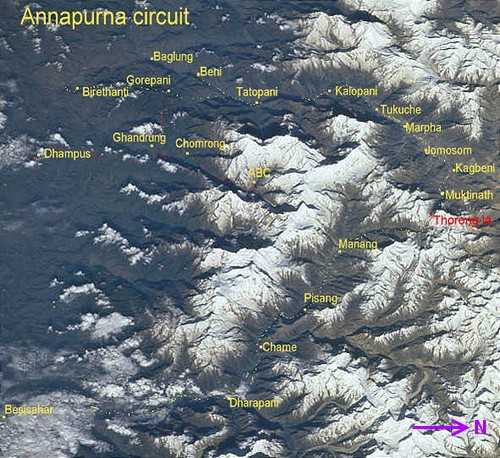
«Трек навколо Аннапурни», вид з космосу

Основну частину «Трека навколо Аннапурни» можна доповнити походом до озера Тілічо. Озеро розташоване на висоті 4919 м за 16 км західніше села Мананг, дорога від села до озера і назад займає близько 3-х днів. Для досвідчених і добре екіпірованих туристів існує можливість пройти від озера Тілічо до Джомсому східним схилом долини Калі-Гандаки (через перевали Месоканто Ла або Турист Ла) і, таким чином, потрапити в долину не піднімаючись на перевал Торонг Ла, однак, цей шлях є набагато складнішим, ніж стежка через Торонг Ла.
Також в околицях Аннапурни відомі такі треки, маршрут яких частково збігається з «Треком навколо Аннапурни»:
- Трек у базовий табір Аннапурни — похід на плато Святилище Аннапурни (Annapurna Sanctuary), розташоване за 40 км на північ від Покхара. Трек досить популярний і дає можливість побачити південну стіну Аннапурни, вершину Аннапурна I і гору Мачапучаре. Деякі туристи проходять цей маршрут як доповнення до повного «Трека навколо Аннапурни»
- Джомсомський трек — похід вздовж річки Калі-Гандаки від Наяпула до Муктінатха, далі повернення в Джомсом і авіапереліт в Покхару. Пішоходне проходження цього маршруту втратило колишню популярність після відкриття автомобільної дороги до Муктінатха

### Складність проходження
Для проходження «Треку навколо Аннапурни» не потрібно якихось спеціальних навичок або альпіністської підготовки, подолати маршрут може будь-яка фізично здорова людина. Однак, варто пам'ятати про небезпеку розвитку гірської хвороби у туристів, які не пройшли належної акліматизації до умов високогір'я. Медики з Гімалайської Асоціації Рятувальників (Himalayan Rescue Association) рекомендують при підйомах на висоти понад 3000 м набирати висоту поступово — не більше 400 м в день.

### Спорядження і документи
На треку розміщена велика кількість населених пунктів, що позбавляє від необхідності брати в похід бівачне спорядження і запаси продовольства.
Набір одягу повинен покривати достатньо широкий діапазон температур — від +30 °C (на рівнинах) до −10 °C (вночі в горах). На перевал Торонг Ла слід підніматися в сонцезахисних окулярах, щоб уберегти очі від яскравого сонячного світла, відбитого від навколишнього снігу і льоду.
Багато туристів користуються послугами носіїв (портерів) для перенесення спорядження та речей. Портерів можна найняти через туристичні компанії або безпосередньо в населених пунктах на треку.

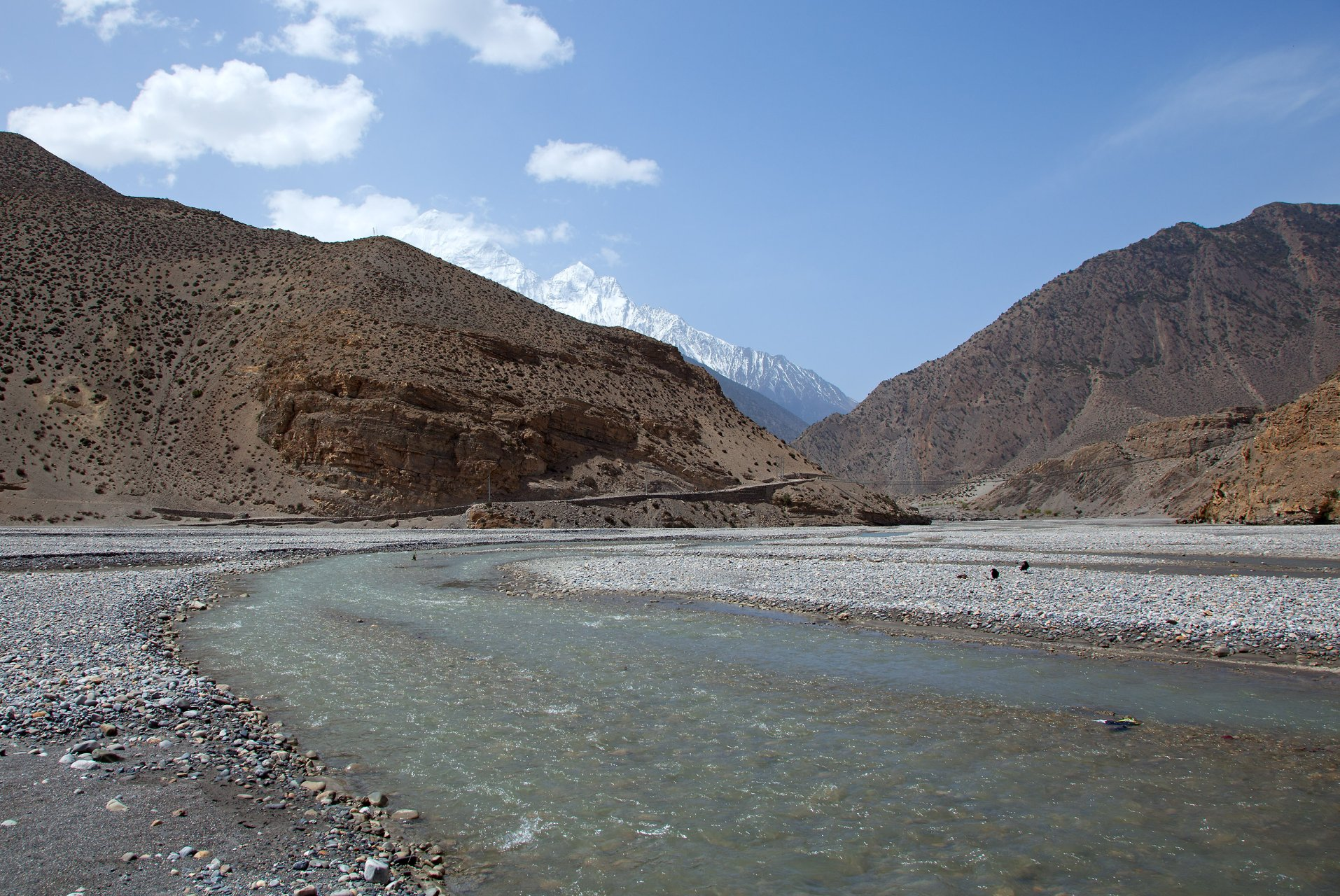
Один з рукавів річки Калі-Гандаки

Туристи, які подорожують по національному парку Аннапурни, повинні мати при собі реєстраційну картку треккера (англ. Trekkers Information Management System [TIMS] Registration Card) і дозвіл на перебування в національному парку Аннапурни (англ. Annapurna Conservation Area Entry Permit). Оформити ці документи можна в Міністерстві туризму Непалу або в туристичних офісах Катманду і Покхара.

### Розміщення і харчування
Туристичний бізнес є однією з основних статей доходу місцевого населення — в кожному селі відкриті гостьові будинки (лоджії), де туристи можуть переночувати за невелику плату. У багатьох лоджіях є душ, що особливо наголошується на рекламних вивісках перед входом, проте температура води в душі залежить від поточної погоди — вода знаходиться у встановлених на дахах будівель баках і нагрівається сонцем.
При гостьових будинках працюють ресторани, де подають різні страви з рису, картоплі, варених або смажених овочів, а також напої та випічку. М'ясні страви у меню, як правило, відсутні.

## Будівництво автодороги Бесісахар— Мананг

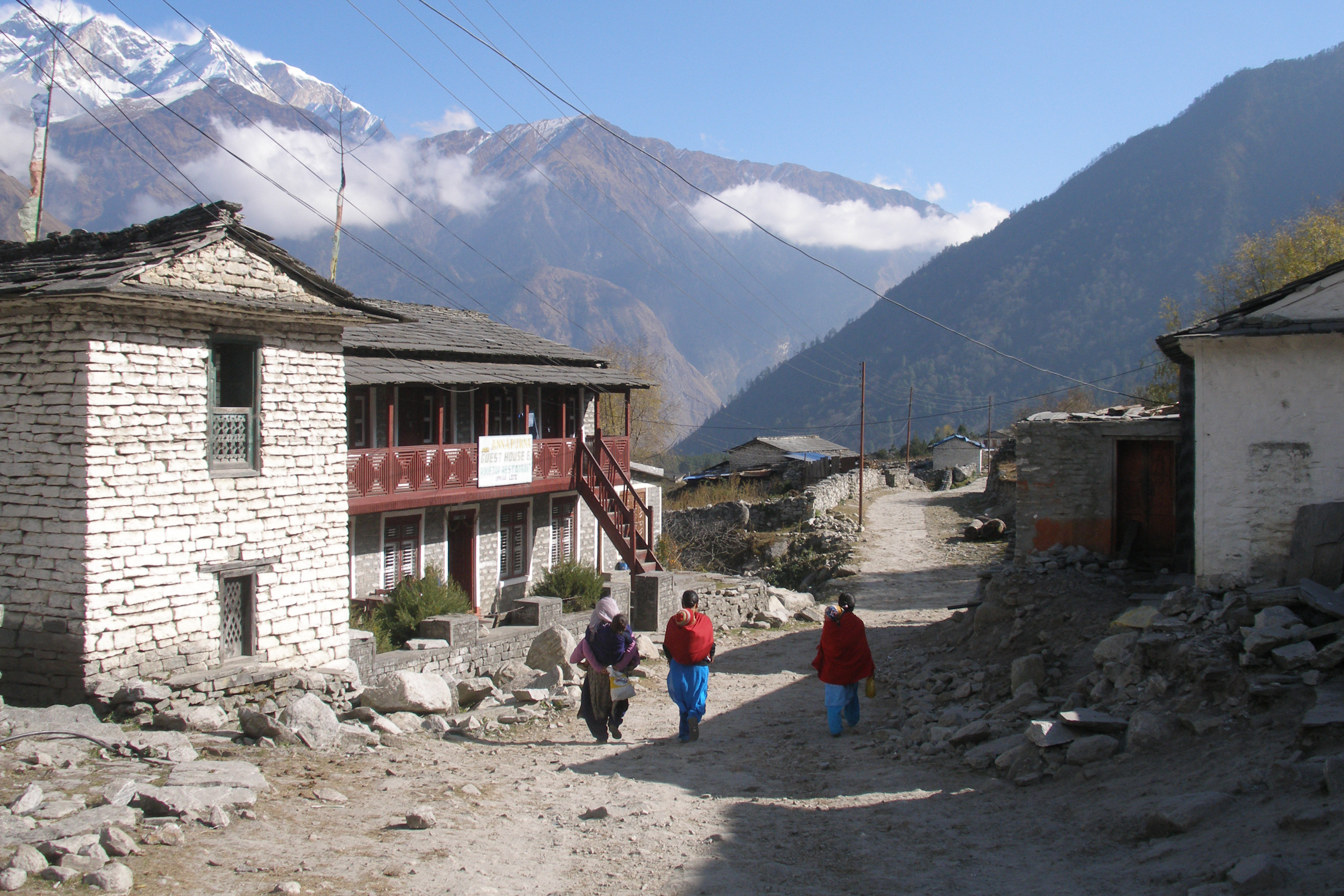
Село Літі в долині Калі-Гандаки

Непальською владою реалізується проєкт будівництва автомобільної дороги від Бесісахара до села Мананг. Станом на весну 2011 р. будівельні роботи велися на ділянці Тал — Дхарапані. Початкова частина дороги вже відкрита, і багато туристів наймають в Бесісахаре позашляховик, щоб проїхати близько 20 км вздовж треку, заощадивши таким чином похідний час.
Очікується, що автодорога допоможе істотно прискорити темпи економічного розвитку району Мананг, більшість населених пунктів якого пов'язані із зовнішнім світом лише гірськими стежками. Однак, існують побоювання, що відкриття цієї дороги зробить менш актуальним пішохідне проходження «Треку навколо Аннапурни», і для туристів маршрут втратить частину своєї привабливості.

## Посилання

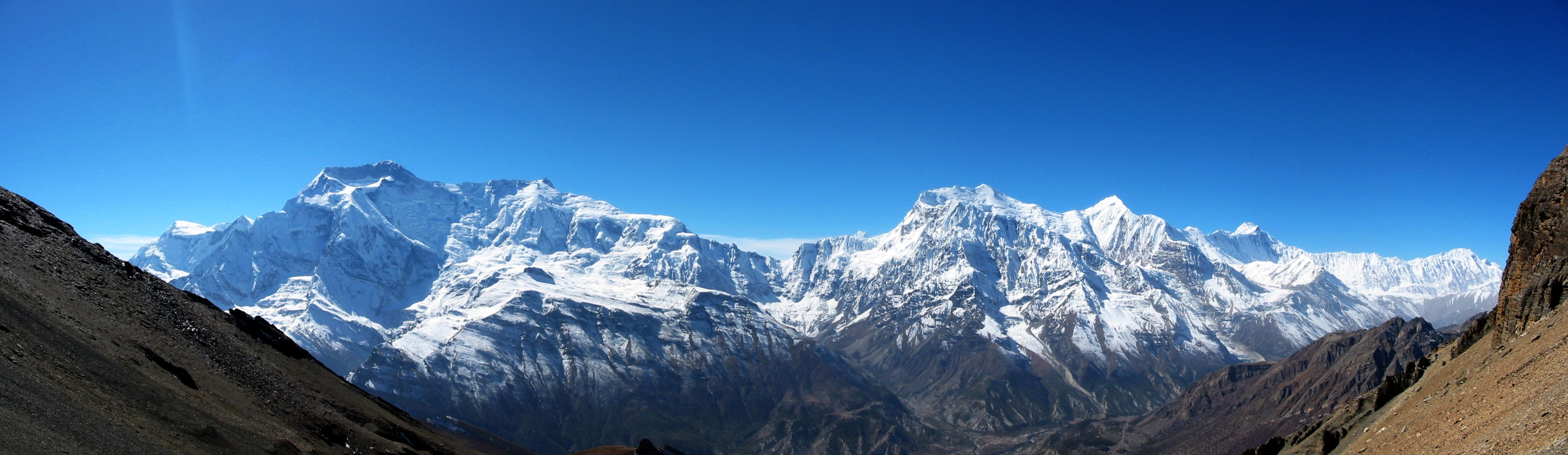
Гірський масив Аннапурна з півночі